# Wladimir López
Wladimir Elias Lopez Lopez (18 de abril de 1986) es un exfutbolista chileno. Jugaba como Defensa.

## Carrera
El defensa central Wladimir López , debuta como  jugador profesional el año 2003 en el club Santiago Morning ( Primera División A) luego de su exitoso paso por la selección chilena sub-17, posteriormente es llamado a la Selección nacional Sub-20,termina de jugar en el club bohemio el año 2008, para incorporarse a las filas del club Unión Temuco, cuyo dueño es el destacado futbolista Marcelo Salas, ese año 2009 el club de la región de la  Araucania consigue el anhelado ascenso a la Primera División B, juega durante tres años en el club araucano. Luego es requerido por el técnico Marcelo Miranda para incorporarse al club carbonífero Lota Schwager durante todo el año 2012, durante el 2013 firma contrató para integrarse a las filas del Club Naval de Talcahuano, en la región del Bio bio.

## Clubes
| Club             | País  | Año       |
| ---------------- | ----- | --------- |
| Santiago Morning | Chile | 2003-2008 |
| Union Temuco     | Chile | 2009-2011 |
| Lota Schwager    | Chile | 2012      |
| Naval            | Chile | 2013      |
| Deportes Copiapó | Chile | 2013-2014 |

- Datos: Q6168108